# Cañada San Miguel
Cañada San Miguel är en ort i Mexiko.   Den ligger i kommunen San Jerónimo Xayacatlán och delstaten Puebla, i den sydöstra delen av landet, 180 km sydost om huvudstaden Mexico City. Cañada San Miguel ligger 1 415 meter över havet och antalet invånare är 126.
Terrängen runt Cañada San Miguel är kuperad. Runt Cañada San Miguel är det ganska tätbefolkat, med 72 invånare per kvadratkilometer. Närmaste större samhälle är Acatlán de Osorio, 14,5 km väster om Cañada San Miguel. Omgivningarna runt Cañada San Miguel är en mosaik av jordbruksmark och naturlig växtlighet.